# Kerry McIntyre
Kerry McIntyre (* 17. April 1968 in San Diego) ist ein ehemaliger US-amerikanisch-österreichischer Basketballspieler.

## Werdegang
McIntyre war in seinem Heimatland Schüler und Basketballspieler an der Grossmont High School nahe San Diego. Als Student gehörte er zunächst der Hochschulmannschaft des Arizona Western College an. Zwischen 1989 und 1991 kam er auf 42 Spiele für die University of Wyoming.
McIntyre spielte für Vereine in Europa und Südamerika. Von 1996 bis 2000 stand er beim österreichischen Bundesligisten Wörthersee Piraten unter Vertrag. 1998 bestritt er mit den Piraten das Endspiel des österreichischen Pokalwettbewerbs, das gegen UKJ St. Pölten verloren wurde. McIntyre wurde trotz der Niederlage als bester Spieler des Wettbewerbs ausgezeichnet. Im Oktober 1999 nahm der 2,02 Meter große Flügelspieler die österreichischen Staatsbürgerschaft an.
Zu Beginn des Spieljahres 2000/01 bestritt er zehn Spiele für den italienischen Zweitligisten Sicc Jesi, im Januar 2001 kehrte McIntyre nach Österreich zurück und spielte in den folgenden Monaten für den Bundesligisten Kapfenberg, mit dem er 2001 Staatsmeister wurde. Die Oberwart Gunners wurden sein nächster Verein, für den McIntyre im Spieljahr 2001/02 zunächst auflief, im Februar 2002 kehrte er nach Kapfenberg zurück und trug erneut zum Gewinn der Staatsmeisterschaft bei.
Mitte Oktober 2002 wurde er vom Wiener Zweitligisten Basket Clubs Vienna verpflichtet. Im Spieljahr 2003/04 stand McIntyre in Diensten der Oberwaltersdorf Comets.
Er ging in sein Heimatland zurück und wurde in Laramie beruflich im Immobilienwesen tätig.